# Пам'ятник Тарасові Шевченку (Кременець)
Пам'ятник Тарасові Шевченку в Кременці — пам'ятник українському поетові Тарасові Григоровичу Шевченку в місті Кременці на Тернопільщині.
Пам'ятка монументального мистецтва місцевого значення, охоронний номер 1372.
Встановлений у 1995 році в міському парку в центрі міста на однойменній вулиці. Скульптор — Яків Чайка, архітектор — В. Федорчук.
Скульптура з карбованої міді висотою 3,5 м, постамент висотою 1,4 м — бетон і граніт.
У місті є також другий пам'ятник Кобзареві на території Кременецької обласної гуманітарно-педагогічної академія імені Тараса Шевченка.